# Aminata Niane
 (décembre 2012).
Aminata Niane, née le 9 décembre 1956 à Dakar, est une ingénieure et administratrice sénégalaise. Depuis 2013, elle occupe le poste de conseillère du vice-président infrastructure, secteur privé et intégration régionale à la Banque africaine de développement (BAD). Elle est également administratrice de différentes sociétés, aussi bien au Sénégal qu'en France (comme Atos).
Elle est considérée comme l'une des 50 femmes influentes en Afrique en 2012 selon le journal Les Afriques.
En 2013, elle fait partie des 25 femmes les plus influentes du business en Afrique selon le journal Jeune Afrique.
Elle a commencé sa carrière professionnelle en 1983 en tant que chef du département Recherche et Développement à la Société industrielle des produits laitiers au Sénégal (SIPL). Elle va poursuivre son parcours en occupant différents postes dans des entreprises du secteur privé. En 2000, elle rejoint la présidence de la République du Sénégal, en créant la cellule APIX, Agence pour la promotion des investissements et grands travaux et va ainsi contribuer à la réalisation de projets tels que l'autoroute à péage ou encore le nouvel aéroport international Blaise-Diagne.

## Biographie

### Formation et parcours
Après avoir obtenu son baccalauréat C au lycée John F. Kennedy (destiné aux jeunes filles) de Dakar, Aminata Niane a poursuivi ses études à Toulouse, Rennes puis à Montpellier en France. Ces études supérieures en France ont été sanctionnées par une maîtrise en chimie et un diplôme d’ingénieur en sciences et technologies des industries alimentaires.
Elle a ensuite commencé sa vie professionnelle en 1983 en tant qu'ingénieur dans des grandes entreprises sénégalaises de l’agro-alimentaire (Société industrielle des produits laitiers/SIPL et SONACOS).
Cette expérience s’est poursuivie en 1987 dans l'administration sénégalaise (ministère du Commerce, Institut sénégalais de normalisation), puis à partir de 1991 dans les premières structures d’appui au secteur privé, financées par la Coopération française, actuellement l'AFD et la Banque mondiale.
Enfin, après quelques années d’expérience entrepreneuriale dans le conseil en stratégie, elle fut nommée en 2000 directrice générale de l’APIX, Agence nationale chargée de la promotion des investissements et des grands travaux, dont la création et la gestion lui ont été confiées jusqu’en mai 2012.
Aminata Niane a été conseillère spéciale du président de la République du Sénégal sous le régime du Président Macky Sall. En outre, elle préside le conseil d’administration de l'aéroport international Blaise-Diagne et est membre du conseil d'administration de la société Atos.

### Directrice de l’APIX
Aminata Niane a dirigé l’APIX (Agence pour la promotion des investissements et grands travaux) depuis création en 2000 jusqu’en à 2012. Cette structure rattachée au cabinet du président de la République a pour but d’assister le chef de l’État dans la conception, la mise en œuvre et la réalisation de sa politique dans les domaines des grands travaux, de la réforme de l’environnement des affaires. L’agence APIX a également pour rôle la promotion de l’investissement privé ; elle propose et réalise des programmes et actions nécessaires au développement de l’investissement privé, notamment l’investissement direct à l’étranger. Aminata Niane, à travers l'APIX, a ainsi contribué à d’importantes réalisations, dont notamment la mise en place de l’autoroute à péage, la création du guichet unique-création d entreprise en moins de 48h[non neutre] ou encore la réalisation du nouvel aéroport international Blaise-Diagne.

### Fonctions actuelles
Ses fonctions actuelles reflètent son profil et son expérience mixte publique-privée. Aujourd’hui, Aminata Niane contribue et participe à différents projets, aussi bien dans le secteur de l’État, du social que dans une entreprise privée du CAC 40. 
- depuis 2013 : conseillère du vice-président Infrastructure, Secteur privé et Intégration régionale à la Banque africaine de développement
- depuis 2012 : conseillère spéciale du président de la République du Sénégal ;
- depuis 2010 : membre du conseil d’administration de Atos, France (Atos est l'un des dix plus grands acteurs des SSII au niveau mondial et le leader en France du paiement sécurisé en ligne pour les entreprises) ;
- depuis 2007 : membre du conseil d’administration de PARRER, Fondation sénégalaise pour le retrait et la réinsertion des enfants de la rue ;
- depuis 2006 : présidente du conseil d’administration de AIBD SA.

Société chargée de la conception, du financement et de la construction du nouvel aéroport international Blaise-Diagne de Diass au Sénégal.

## Distinctions et prix
- Légion d'honneur de France en 2011
- Parmi les 50 femmes influentes en Afrique en 2012 (journal Les Afriques[12])
- Parmi les 25 femmes les plus influentes du business en Afrique en 2013 (journal Jeune Afrique[4])